# Home (soundtrack)
Home: Original Motion Picture Soundtrack is de originele soundtrack van de DreamWorks Animation film Home uit 2015. Het album werd op 23 maart 2015 uitgebracht door Westbury Road en Roc Nation.

## Home (Original Motion Picture Soundtrack)
Het album bevat popmuziek van diverse artiesten die ook in de film zijn gebruikt. Drie nummers zijn gezongen door Rihanna, die ook de stem van Gratuity 'Tip' Tucci insprak in de film. Het eerste nummer "Towards the Sun" van Rihanna werd op 24 februari 2015 uitgebracht op single. Het laatste nummer van het album "Feel the Light" van Jennifer Lopez werd een ook op single uitgebracht op 25 februari 2015. Lopez sprak de stem in van Lucy Tucci, Tip's moeder. Het album stond in de Billboard 200 met als hoogste notering, plaats 40 en in de UK Albums Chart met als hoogste notering, plaats 26.

### Nummers
| Nr. | Titel                 | Artiest(en)       | Duur |
| --- | --------------------- | ----------------- | ---- |
| 1   | Towards the Sun       | Rihanna           | 4:33 |
| 2   | Run to Me             | Clance Coffee Jr. | 4:14 |
| 3   | Cannonball            | Kiesza            | 3:57 |
| 4   | As Real as You and Me | Rihanna           | 3:40 |
| 5   | Red Balloon           | Charli XCX        | 3:26 |
| 6   | Dancing in the Dark   | Rihanna           | 3:43 |
| 7   | Drop That             | Jacob Plant       | 4:17 |
| 8   | Feel the Light        | Jennifer Lopez    | 4:51 |

## Home (Original Motion Picture Score)
Home: Original Motion Picture Score is de tweede originele soundtrack van de DreamWorks Animation film Home uit 2015. Het album werd op 6 april 2015 uitgebracht door Sony Classical en Relativity Music Group.
Het album bevat de volledige originele filmmuziek van de film die werd gecomponeerd door Lorne Balfe. De filmmuziek werd gearrangeerd door Max Aruj en georkestreerd door Òscar Senén. Kelly Johnson was de muziekproductie coördinator en Steven Kofsky de muziekproductie servives.

### Nummers
| Nr. | Titel                  | Duur |
| --- | ---------------------- | ---- |
| 1   | Symphony in Oh         | 3:29 |
| 2   | Gratuity's Apartment   | 1:58 |
| 3   | Saying the Sorry       | 2:45 |
| 4   | Two Fugitives          | 3:04 |
| 5   | Come Into the Out Now  | 2:47 |
| 6   | Smek Down              | 4:18 |
| 7   | Patched-In             | 4:08 |
| 8   | Moving Day             | 2:47 |
| 9   | Sad-Mad                | 2:22 |
| 10  | Running Towards Danger | 2:16 |
| 11  | Knock-Knock            | 2:39 |
| 12  | Returning the Shusher  | 3:41 |
| 13  | Frolicking in Paris    | 3:30 |